# Parabezzia huberti
Parabezzia huberti är en tvåvingeart som beskrevs av Eileen D. Grogan och Wirth 1977. Parabezzia huberti ingår i släktet Parabezzia och familjen svidknott. Inga underarter finns listade i Catalogue of Life.